# Foussana
Foussana (arabe : فوسانة) est une ville du centre-ouest de la Tunisie située à une vingtaine de kilomètres au nord de Kasserine.
Rattachée au gouvernorat de Kasserine, elle constitue une municipalité comptant 7 703 habitants en 2014 et se trouve être le chef-lieu d'une délégation et qui s'étale sur une superficie de 942,4 km2.
En plus de l'agriculture, activité traditionnelle dominante de la région, Foussana se distingue par l'exploitation de carrières de marbre, avec notamment une variété communément appelée « gris de Foussana ».

## Géographie
Foussana se trouve au pied du Djebel Bireno (1 419 mètres d'altitude) dans une vallée perpendiculaire à la dorsale tunisienne située au sud des monts de Tébessa. La vallée, où coule l'oued El Hattab, est très encaissée, ce qui permet d'admirer un impressionnant paysage de canyons.
Foussana possède une gare sur la ligne ferroviaire reliant Tunis à Gafsa et qui passe par Kalâat Khasba.